# Apache Lucene
Apache Lucene — безкоштовна бібліотека з відкритим кодом для повнотекстового пошуку. Реалізована на Java, підтримується Apache Software Foundation і випускається під ліцензією Apache Software.
Lucene портована на інші мови програмування, зокрема, C#, C++, Python, Ruby, PHP, та ін.

## Історія
Початково розроблялась Дагом Каттінгом з 1997 року і названа на честь дружини. Перша версія Lucene побачила світ в 1999 і була доступна для скачування на SourceForge. 2001 року проєкт приєднався до продуктів сімейства  Apache Software Foundation's Jakarta і став самостійним проєктом Apache на початку 2005.
В березні 2010 пошуковий сервер Apache Solr був приєднаний до проєкту Lucene як підпроєкт.

## Використання
Lucene підходить до використання в будь-якому проєкті що потребує повнотекстового пошуку. Найчастіше використовується для реалізації пошукових систем інтернет та сайтами для локального пошуку.

## Основні властивості
- Масштабування та швидкісна індексація — має надзвичайну швидкість індексування при малих потребах в оперативній пам'яті
- Потужний, точний та ефективний пошуковий алгоритм — підтримує різноманітні типи запитів (фрази, шаблони, інтервали), має можливості ранжованого пошуку, пошуку по полях, сортування
- Кросплатформовість — реалізована на Java, портована на інші мови програмування[3]

## Проєкти, що базуються на Lucene
- Apache Nutch — фреймворк для побудови пошукових систем
- Apache Solr — пошуковий сервер
- Elasticsearch — пошуковий сервер
- Compass — попередник Elasticsearch
- DocFetcher — пошуковий застосунок для настільних комп'ютерів
- Swiftype — пошукова система для вебсайтів
- Lucene.NET — порт Lucene на .NET
- Ferret — порт Lucene на Ruby
- RubyLucene — порт Lucene на Ruby
- KinoSearch - порт Lucene на Perl
- Apache Lucy — послідовник KinoSearch та Ferret
- Luke — являє собою графічний інтерфейс для Lucene, має можливості переглядати та редагувати індекси

## Підтримка української
У версіях 6.2 та 7.0 додано підтримку української мови — додали аналізатор, що базується на словнику.